# آلي كرايغر
آلي كرايغر (بالإنجليزية: Ali Krieger)‏ لاعبة كرة قدم أمريكية، ولدت في 28 يوليو 1984 في الإسكندرية في الولايات المتحدة. شاركت مع منتخب الولايات المتحدة تحت 20 سنة للسيدات لكرة القدم ومنتخب الولايات المتحدة لكرة القدم للسيدات. أما مع النوادي، فقد لعبت مع إف إف سي فرانكفورت.

## وصلات خارجية
- آلي كرايغر على موقع IMDb (الإنجليزية)

- الموقع الرسمي
- آلي كرايغر على موقع الاتحاد الدولي (مؤرشف)  (الإنجليزية)
- آلي كرايغر على موقع الاتحاد الأوربي (الإنجليزية)
- آلي كرايغر على موقع قاعدة بيانات كرة القدم.إي يو (الإنجليزية)
- آلي كرايغر على موقع Soccerway.com (الإنجليزية)
- آلي كرايغر على موقع عالم كرة القدم.نت (الإنجليزية)
- آلي كرايغر على موقع اللجنة الأولمبية الدولية (الإنجليزية)
- آلي كرايغر على موقع أوليمبيديا (الإنجليزية)